# Alfred, die Knallerbse
Alfred, die Knallerbse (Originaltitel: Les malheurs d’Alfred, Aufführungstitel in der DDR: Alfred, der Unglücksrabe) ist eine französische Filmkomödie von Pierre Richard aus dem Jahr 1972.

## Handlung
Nachdem Alfred Dhumonttieys Freundin nach glücklicher gemeinsamer Zeit plötzlich ins Kloster gegangen ist, entschließt er sich, seinem Leben mit dem Sprung von einer Brücke ein Ende zu setzen. Fernsehmoderatorin Agathe Bodard hat dieselbe Idee, musste sie doch erfahren, dass ihr heimlicher Geliebter, ihr Chef François Morel, keine Kinder hat. Er hatte ihr jedoch stets von einem Sohn berichtet und ihr versprochen, seine Familie zu verlassen, wenn der Sohn seine Erstkommunion hinter sich hat. Im Gegensatz zu Alfred ist sie jedoch kein geborener Pechvogel. Alfred verbringt die Nacht bei Agathe, und beide geben aufeinander acht. Alfred durchläuft mehrere Pechsträhnen, durch die Boxer Kid Barrantin in der Wohnung unter Agathe nicht schlafen kann und am nächsten Tag seinen Europameisterschaftskampf im Halbschwergewicht sprichwörtlich verschläft.
Alfred verbringt den nächsten Tag in Agathes Wohnung, während sie auf Arbeit ist. Unerwartet erscheint François Morel in der Wohnung und wirft Alfred vor, am Selbstmordversuch Agathes schuld zu sein. Alfred wirft ihn raus und wird später Zeuge, wie Agathe live im Fernsehen entlassen wird. Auch er hat keine Arbeit und kommt auf Anregung des ebenfalls arbeitslosen Kid Barrantin zu einem Casting für eine Fernsehsendung François Morels. Die Show Paris gegen die Provinz soll eine Gruppe Pariser und eine Gruppe aus einer Provinzgegend in verschiedenen Spielen gegeneinander antreten lassen. Sie ist als Tournee durch das ganze Land geplant, wobei der Gewinner zuerst eine Million Francs gewinnen kann. Gewinnt die Gruppe Paris oder Provinz auch das zweite Quiz in einer neuen Stadt, verdoppelt sich der Gewinn. Bei der Auswahl fallen Alfred, Kid und andere unfähige Bewerber zwar durch, werden aber gerade deswegen als Teilnehmer für die Show akzeptiert. Ziel ist es, die unruhige Provinz gewinnen zu lassen, um Ruhe im Land herzustellen. Alfred und Agathe werden durch die Show nicht getrennt: Sie hat ihre Arbeit zurückerhalten und ist an Morels Seite Moderatorin der Sendung.
Das erste Quiz gegen die Provinz gewinnt Paris durch Alfred eher zufällig. Auch in den folgenden Sendungen ist die Pariser Mannschaft stets siegreich, wobei immer Alfreds Glück das Spiel entscheidet. Nach zahlreichen Sendungen hat Paris bereits 512 Millionen Francs gewonnen und könnte in der letzten Sendung die Milliarden-Grenze überschreiten. Alfred hat zwar Glück im Spiel, jedoch Pech in der Liebe. Während der Tour gelingt es Morel, Agathe von seinen ehrlichen Absichten zu überzeugen. Agathe entscheidet sich für ihn, und Alfred hat das Nachsehen. Er ist zwar traurig, strengt sich nun im Spiel aber noch mehr an. Dies beunruhigt höchste Kreise im Staat, würde die Gewinnsumme von einer Milliarde alte Francs doch den Staatsetat sprengen. Daher wird angeordnet, Alfred auszuschalten. Kurz vor dem Finale wird Alfred ein Mittel in sein Getränk gemischt, das unkontrollierte Lachanfälle verursacht. Das Getränk gerät jedoch in Morels Hände, der nun zur Moderation unfähig ist, jedoch Agathe vor allen Zuschauern berichtet, nur mit ihr gespielt zu haben. Agathe erkennt, dass Alfred der richtige Mann für sie ist. Die Pariser gewinnen das Finale und damit die Milliarde. Alfred und Agathe haben sich da schon gemeinsam aufs Meer zurückgezogen, wo sie ihr Pech in einem langsam volllaufenden Kahn herausfordern, zumal Agathe Nichtschwimmerin ist. Im Meer schwimmend, gestehen sie sich ihre Liebe.

## Produktion
Alfred, die Knallerbse war nach Der Zerstreute der zweite Film, bei dem Pierre Richard Regie führte. Wie bei seinem Regiedebüt übernahm er zudem die Hauptrolle. Der Film wurde unter anderem in Paris und Senlis gedreht. Die Filmbauten stammen von Théobald Meurisse.
Der Film lief am 8. März 1972 in den französischen Kinos an, wo er von rund 1.300.000 Zuschauern gesehen wurde. Er kam am 8. August 1975 auch in die bundesdeutschen Kinos. In der DDR lief der Film am 23. Dezember 1981 unter dem Titel Alfred, der Unglücksrabe erstmals auf DFF 2 im Fernsehen. Im August 2004 wurde der Film auf DVD veröffentlicht.

## Synchronisation
| Rolle              | Darsteller     | Synchronsprecher  |
| ------------------ | -------------- | ----------------- |
| Alfred Dhumonttiey | Pierre Richard | Harry Wüstenhagen |
| Agathe Bodard      | Anny Duperey   | Evamaria Miner    |
| François Morel     | Pierre Mondy   | Heinz Petruo      |
| Kid Barrantin      | Mario David    | Edgar Ott         |
| Paul               | Jean Carmet    | Peter Schiff      |

## Kritik
Das Lexikon des internationalen Films befand, dass Alfred, die Knallerbse „nach gagreichem Beginn eine zunehmend verflachende Komödie“ werde, die zudem kaum die Gelegenheit wahrnehme, „die Absurditäten des Fernsehgeschäfts satirisch aufs Korn zu nehmen“. „Satirisch gemeint, aber oft nur albern“, fasste Cinema knapp zusammen.